# 金星凌日

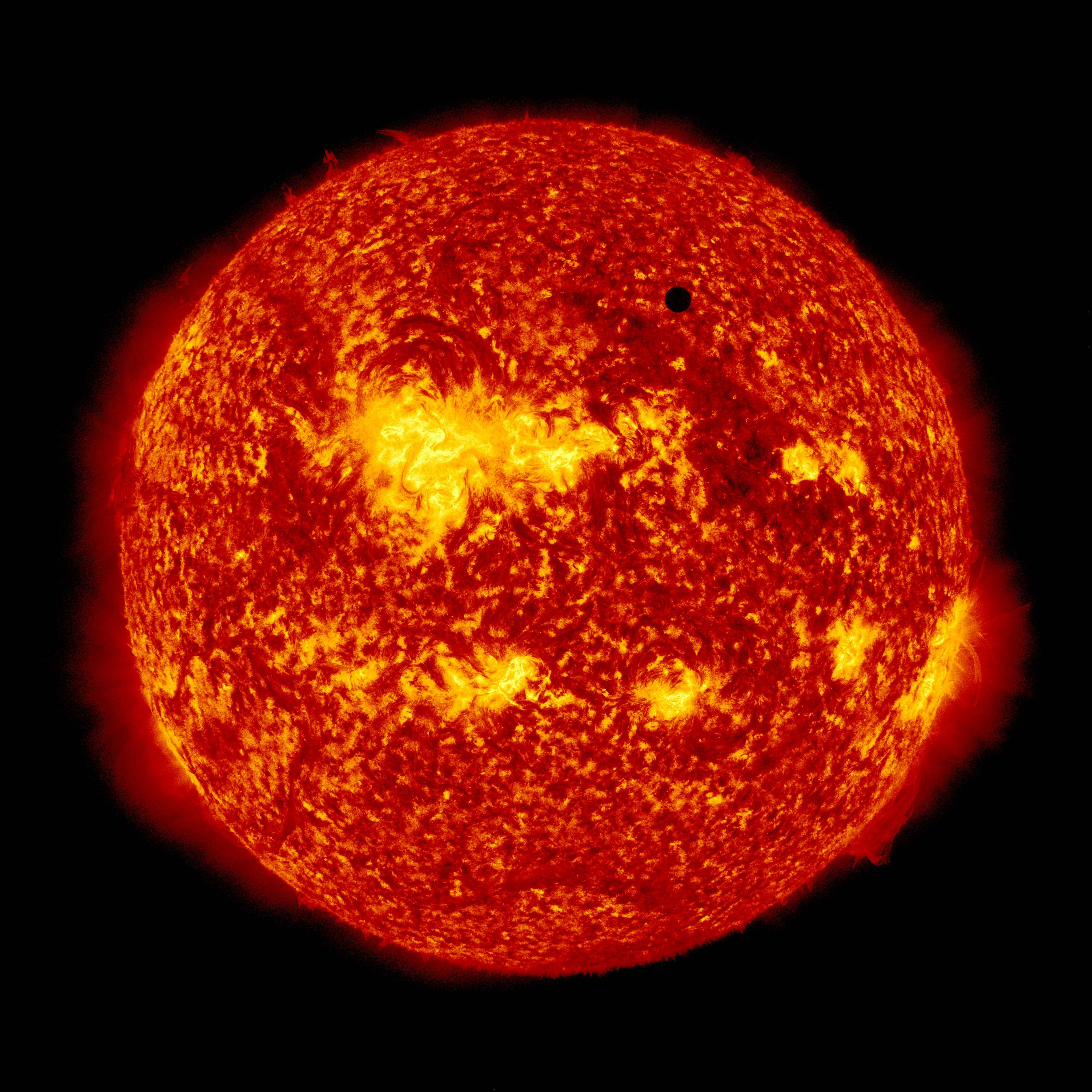
美國太空總署太陽動力學天文台太空船拍攝的2012年金星凌日

金星凌日是指太陽和地球之間的行星金星像暗斑一样掠過太陽盘面，並且遮蔽一小部分太阳对地辐射的天文现象。這類天文现象可能会持续数小時。金星凌日的原理与月球造成的日食一樣。雖然金星的直徑幾乎是月球的3.5倍，但由于它离地球更遠，因此它遮蔽的太陽面積就非常小。科學家可以通过觀察金星凌日估算太陽和地球之間的距離。在火星、木星、土星、天王星及海王星等地外行星同樣可以觀察到行星凌日这一天文現象。
金星凌日是种罕見的天文現象。在最近的近两千年时间里，它会以243年的週期循环往复：一个周期内会出现間隔8年的两次金星凌日；这对金星凌日与前后两次金星凌日的相隔时间分别为121.5年或105.5年。之所以会存在這種週期性规律，是因为地球和金星恒星轨道周期比约为8:13或243:395。最近兩次金星凌日发生在2004年6月8日和2012年6月5日至6日。之前一次金星凌日要追溯到1882年12月，下一次则要等到2117年12月才会到来。
金星凌日观测在歷史上曾經有極为重要的科學意義。天文學家曾经利用金星凌日的觀測结果，結合恆星視差原理，獲得了比之前更為精確的天文单位的数值。2004年和2012年的金星凌日探测对於寻找太陽系外行星以及探测系内行星环境等方面的研究都有所助益。
金星凌日虽然用肉眼可以观测到，但为了安全起见，最好采用观测日食时使用的蒸镀有铝、铬或是银涂层的减光滤片观测。不过滤片也不能将有害光完全滤去，因而最好在观测过程中时常休息。使用望远镜观测时，为了降低失明风险，務必采用减光滤镜或是通过投影间接观测。

## 凌日过程
在凌日过程中，金星会像小黑斑一样自东向西穿过太阳表面，同时像日食中的月球那样遮蔽部分太阳辐射。发生日全食时，月球的视直径与太阳的相等，约为30′。凌日过程中，金星视直径为1′左右，不足太阳视直径的1/30。尽管金星半径与地球近似相等，约为月球的4倍，但金星与地球最近距离也为4,100万千米左右，比地月平均距离要大一百多倍，因而其视直径也就要比日全食时的月球小很多。

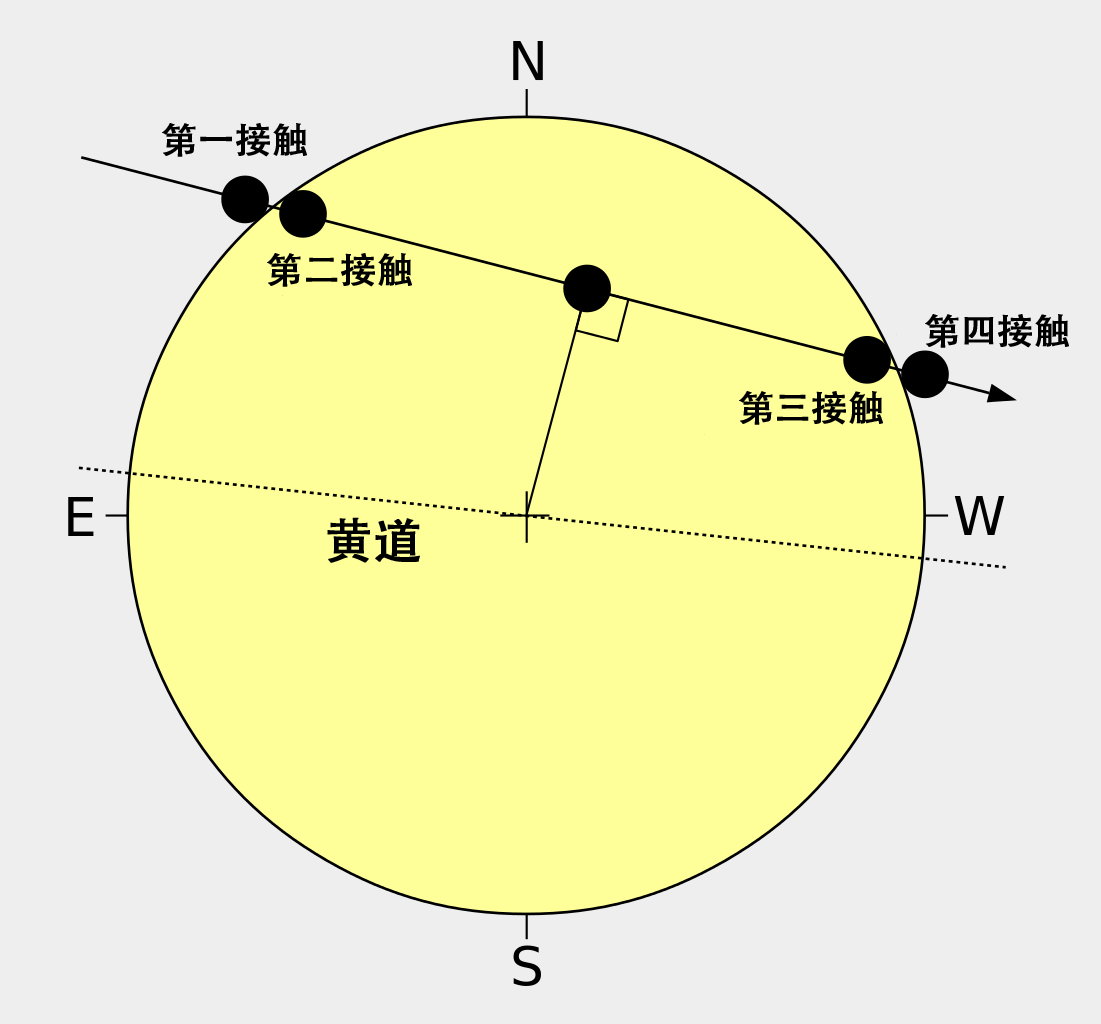
金星凌日过程示意图

凌日开始前，金星会缓缓接近太阳东侧。但由于此时是金星夜半球一侧面向地球，因而地球上的观测者并不能看到这一过程。随后金星开始从外侧接触太阳。这一时刻叫作“第一接触”。金星接着开始进入太阳表面。其刚好进入太阳内侧的时刻称作“第二接触”。第一接触与第二接触之间相隔30分钟左右。在这之后，金星向西穿过太阳表面。其中，金星与太阳表面中心距离最近的时刻叫作“凌甚”。金星开始接触到太阳表面另一侧边缘的时刻叫作“第三接触”。第二接触与第三接触的间隔时间会随着金星穿过太阳表面路径不同而有所变化。2004年与2012年的金星凌日中两者间隔6小时左右。金星刚好完全离开太阳表面的时刻叫作“第四接触”。第三接触与第四接触间隔时间约为30分钟。由于金星凌日历时较长，过程中日出或日落时有发生，因而能够观测到全过程的地方有时十分有限。
第二接触之后以及第三接触之前会有一段时间，地球上的观测者可能看到金星会像太阳边缘附近的水滴一样。这种现象叫作“黑滴现象”。天文学家曾经由于这种现象很难精准确定第二接触与第三接触的准确时刻。但近年的观测过程中并没有出现这一现象，因而其有可能只是由仪器存在的失焦等缺陷造成的。

## 产生条件与周期规律

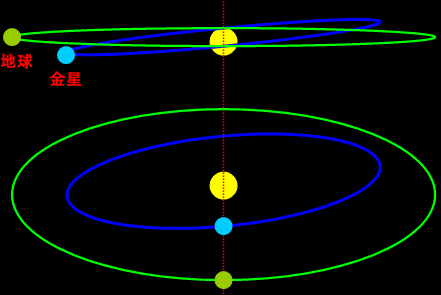
金星和地球的公轉軌道平面關係圖

尽管太阳、金星和地球每隔584天就会大致排成一线，但由于金星公轉軌道平面与地球公轉軌道平面成3.4度的倾角，因此金星在三者大约成一条直线的時候，通常会從太陽上方或下方通過。金星只有在下合經過地球公轉軌道平面的時候才有可能發生凌日現象。一般当地球太阳连线与金星太阳连线夹角小于0.25°（太陽视直徑的一半）时，金星凌日就会发生。不过即使在下合时，金星还是有可能从太陽上方或下方9.6°遠處掠过。
地球243个恆星軌道週期（一個週期約365.25636日）约为88,757.3日，与金星395個金星恆星軌道週期（一個週期約224.701日）的总和88,756.9日幾乎相等。因而一次金星凌日后243年一般会再次发生金星凌日。因此可以类比月食和日食的沙羅序列将相隔243年的金星凌日编为一个序列。由于每次地球与金星相对位置相同的周期与243年之间也存在一定偏差，也就是说相隔243年的两次金星凌日发生时，地球与金星的相对位置并不完全相同。经过相当长的时间后，地球与金星之间的相对位置可能不足以产生金星凌日，这个序列随即终结。一个序列的存在时间可能会相当长，比如始于前1763年、终于2854年的金星凌日序列就存在了4,600多年。
凌日通常会成對出現，相隔时间约为8年。这是由于地球公转8次的时间（约2922.05日）与金星公转13次的时间（约2921.1日）基本相等，也就是说8年前后地球和金星的相對位置幾乎相同。不过由于金星每次會提早22小時到合的位置以及误差累计，这种近似的行星合不足以产生第三次金星凌日。一般在一个序列终结或开始时就会出现不成对的金星凌日。上一個不成對的金星凌日出现在1396年（该次金星凌日属于4号序列，与之成对的6号序列金星凌日要到1631年才会开始），下一個將在3089年出现（该次金星凌日属于6号序列。与之成对的4号序列於2854年终结。2854年的金星凌日可能只有在南极洲能看到部分过程，其他地区则只能看到金星从太阳边缘擦过，或者根本無法看到）。
最近1,700年（1396年至3089年）内存在的金星凌日序列有四个：3号、4号、5号以及6号。它们以4→3→5→6→4的方式循环出现，間隔分别为121.5年、8年、105.5年、8年。近期的金星凌日只在6月或12月發生。每次凌日發生的時間會緩慢變動：每243年会推后2天左右。

## 观测史

### 古代和中世紀

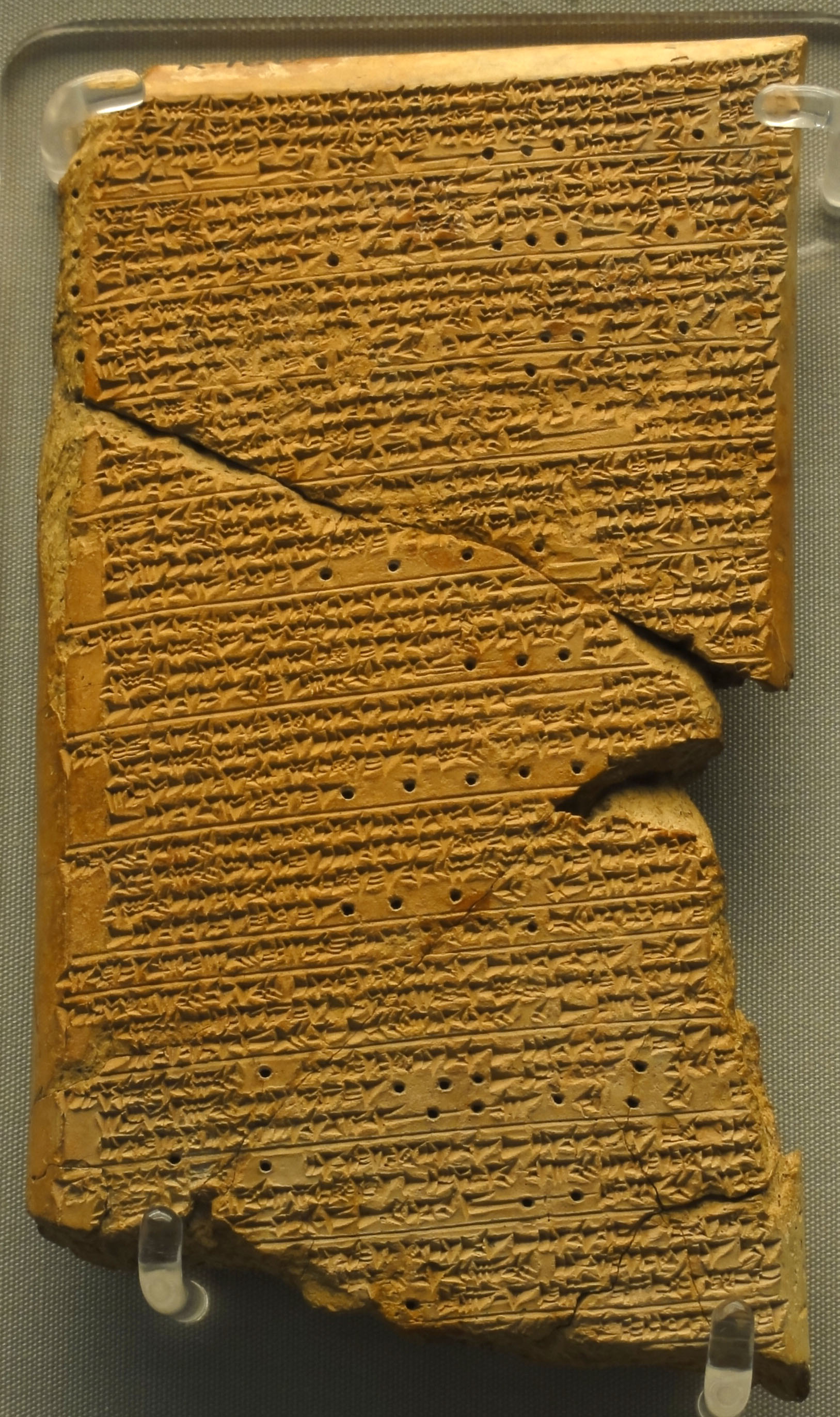
新亞述時期記錄金星運動週期的黏土板

古希臘、古埃及、巴比倫、印度和中國的觀測者都知道金星并記錄过其運動。古希臘人曾認為出現在早上和黃昏的金星是不同的兩顆行星——赫斯珀勒斯是昏星，佛斯福勒斯是晨星。畢達哥拉斯后来发现它們是同一顆行星。但是沒有證據表明這些文明古國知道金星凌日这一现象。金星在古美洲文化中，特別是瑪雅文化，具有重要的地位。玛雅人将金星称作「大亮星」（Noh Ek）或「暴躁之星」（Xux Ek）。他們將金星具體化為他們的神：库库尔坎（在墨西哥的其它地區也稱為庫庫馬茨或克察尔科亚特尔，是有著羽毛的羽蛇神）。德累斯顿手抄本中有瑪雅人繪製的完整的金星週期表。在玛雅潘中發現的壁畫可能有对發生於12或13世紀的金星凌日的記錄。有关金星凌日现象的最早记载可能是来自阿拉伯哲学家法拉比，但他看到的很有可能是太阳黑子。

### 17世纪
德国天文学家约翰内斯·开普勒1629年预測了将于1631年发生的水星凌日与金星凌日。尽管依据他的计算结果，该次金星凌日最佳观测地会是美洲大陆，但他还是在1629年出版的小册子《难再盛年》（De raris mirisque Anni）中提醒欧洲的天文学家关注这次金星凌日。法国天文学家皮埃尔·伽桑狄等人观测到了水星凌日，但由于金星凌日发生时，对于欧洲大部分地区，太阳都在地平线之下，这些天文学家并没能观测到这次金星凌日。

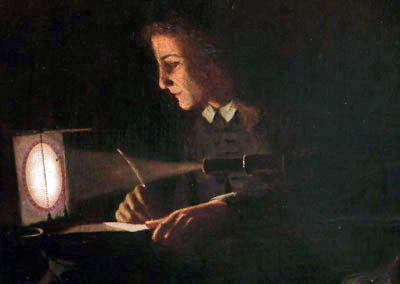
杰雷米亚·霍罗克斯觀測1639年金星凌日（威廉·理查·拉凡德繪於1903年）

英国天文学家杰雷米亚·霍罗克斯對於1639年金星凌日的觀測是首次留有記錄的金星凌日科學性觀測。他的朋友威廉·克拉布特里也参与了此次觀測。克卜勒曾經預測1639年金星将从太阳边缘擦过，并不会凌日。霍罗克斯修正了克卜勒的計算结果，得到1639年也將有金星凌日。他在该年的11月5日致信克拉布特里，告诉他金星凌日即将到来，并建议克拉布特里观测此次金星凌日。为了安全地觀測金星凌日，霍羅克斯使用一台簡單的望遠鏡將太陽影像投影在紙上。在觀察了大半個白天後，他看到了金星在大約15:15，日落前半小時左右，行經太陽盤面。霍罗克斯利用他的觀測记录估算了金星的體積。开普勒曾提出过这样一个猜想：太阳系行星的大小与它们和太阳的距离成正比。霍罗克斯利用金星大小的估计值以及伽桑狄此前对于水星大小的估计值，基于开普勒的猜想以及行星间距离的观测数据，得出了这样一个结论：从太阳那里观测到的行星视直径都为28″。这个结论等价于：行星与太阳间的距离是其半径的15,000倍。他基于这个结论估计太陽與地球的平均距離约为9400萬公里。不过霍罗克斯的结论目前已被证明是错误的。他的計算結果尽管基于错误的前提且不到现代公认值1.496億公里的三分之二，但已经是當時最準確的数值了。而這些結果直到霍罗克斯去世近20年後才於1661年出版。

### 18世纪

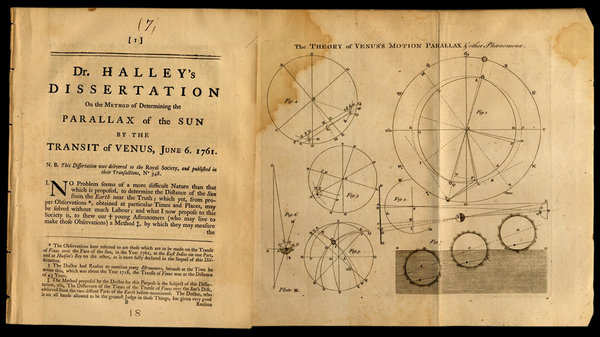
愛德蒙·哈雷於1716年提交到皇家學會文章，其中展示了如何通过觀測金星凌日計算日地距離。

1663年，蘇格蘭數學家詹姆斯·格雷果里提出可以在地球上几处相距遥远的地方觀測水星凌日以計算太陽的視差，然后使用三角測量計算日地平均距離。愛德蒙·哈雷曾於1677年在圣赫勒拿岛上觀測了一次水星凌日。他由此次观测经历得出太阳视差确实可以通过观测行星凌日精确测算。但对于实际测算来说，水星运行速度太快。因而哈雷认为距离地球更近，视差更明显的金星可能更适用于日地距离的测算。在其1716年发表的論文中，他建议各国科学家关注1761年以及1769年的金星凌日，并给出了适合观测的地点以及时间。不过哈雷在1761年金星凌日到来近二十年前即於1742年撒手人寰。
法国天文学家约瑟夫-尼古拉斯·德利尔后来又改进了哈雷的方法。哈雷的方法需要完整记录金星凌日的持续时间，德利尔的方法则只需要记录第二接触和第三接触的时间。由于能够观测到金星凌日全程的地区非常有限，德利尔的方法也就扩展了观测地点的选择范围。德利尔后来再度向欧洲各地的天文学者发出了关注1761年金星凌日的倡议。
1761年与1769年的金星凌日吸引了來自英國、法國、俄国和奧地利等国的天文学家前往几个前人甚少踏足的地方，例如南非、西伯利亞、北美洲、中美洲、印度洋以及太平洋等等，共同观测。考虑到当时的远洋航行的条件，这些科学家需要数月甚至数年的时间前往目的地。特别是对于1761年的金星凌日，当时英法两国在全球激烈的角逐为航程增添了变数。此外，精确的测算还需要确定观测地的经纬度。但经度的精准测定在当时仍是非常困难的。尽管存在种种困难，各国天文学家仍是合作完成了此次规模於国际天文学界前所未见的观测。

#### 1761年金星凌日
参与1761年金星凌日观测的天文学家大多来自英法两国。他们前往南印度洋、南太平洋、北美以及西伯利亚等地观测此次金星凌日。此时英法两国在七年战争中激战正酣。两国天文学家的观测活动都受到了战争的影响，例如英国人耶利米·迪克森和查爾斯·梅森原本要前往印尼的明古魯省观测，但因途中船只受到法国攻击，只得中途落脚好望角觀測此次金星凌日。法国的亚历山大·居伊·潘格雷也在做观测后续工作时遭到了英国船只的骚扰。紀堯姆·勒讓蒂更是因为两国的战争错失了观测的机会。还有部分观测者遭受到了恶劣天气以及疾病的影响，无法得到有用的数据，如前往圣赫勒拿岛的内维尔·马斯基林。不过，还是有些天文学家成功观测到了金星凌日的全程或者部分过程，比如迪克森与梅森，在西伯利亚托博尔斯克观测的讓-巴蒂斯特·沙普·達奧特羅什以及在纽芬兰圣约翰斯观测的约翰·温斯罗普。

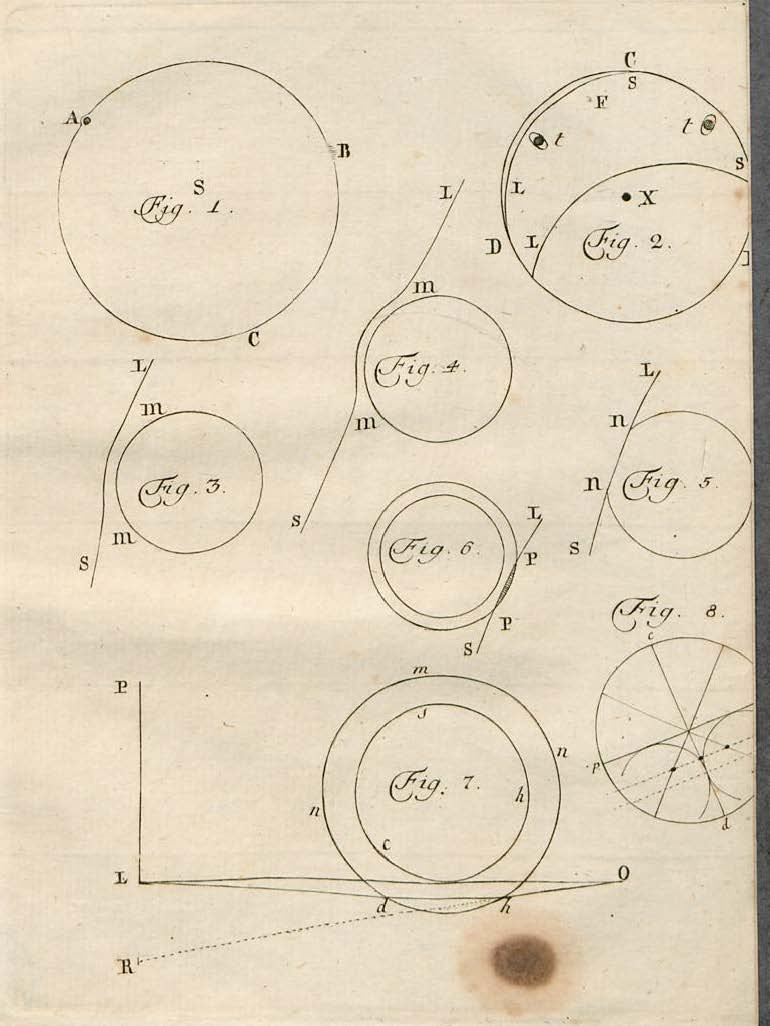
米哈伊尔·瓦西里耶维奇·罗蒙诺索夫的1761年金星凌日觀測記錄中的圖示。

俄国的米哈伊尔·瓦西里耶维奇·罗蒙诺索夫基于自己在聖彼得堡科學院对1761年金星凌日的观测結果发现金星存在大氣層。他的观测器材是兩個消色差透鏡和一個弱太陽濾鏡（煙燻玻璃）。他在金星開始離開太陽盤面時觀測到一道光的突起，即「羅蒙諾索夫的弧」。他還发现金星開始進入太陽盤面時，接触部分的太阳边缘会变得模糊。羅蒙諾索夫认为這些現象是太陽光通過金星大氣層时发生折射造成的。2012年，傑伊·帕薩切夫和威廉·希恩（William Sheehan）基於帕薩切夫等人2004年金星凌日的观测结果提出，羅蒙諾索夫當年所觀測到的狀況應该不是金星大氣層造成的，而只是“黑滴现象”。一組研究人員因此決定使用羅蒙諾索夫當年的老式折射望遠鏡觀測發生於2012年6月5日至6日的金星凌日，以此作為決定性測試。該組天文學家认为羅蒙諾索夫1761年时使用的望遠鏡可以觀測到金星進入和離開太陽盤面時在金星周圍產生的「羅蒙諾索夫的弧」和其他光環效應，並認為这些效应确实是由金星大氣層造成的。

#### 1769年金星凌日

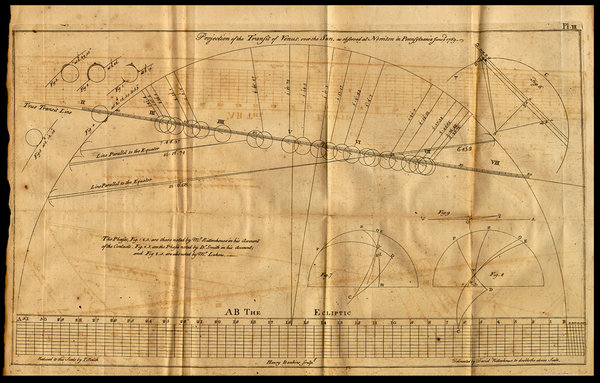
戴维·里滕豪斯的1769年金星凌日觀測报告

1769年金星凌日的观测地点包括加拿大、下加利福尼亞半島聖荷西得卡波、大溪地以及挪威等地。威廉·威爾斯和約瑟夫·戴蒙德（Joseph Dymond）受皇家學會委托前往加拿大哈德遜灣觀測。美國哲學會在費城建立了三個臨時觀測站，並成立了以戴维·里滕豪斯為首的委員會統籌觀測。觀測結果於1771年在美國哲學會會報第一卷中一並出版。讓-巴蒂斯特·沙普·達奧特羅什和另外兩位西班牙天文學家文森特·德道茨（Vicente de Doz）以及薩爾瓦多·德梅迪納（Salvador de Medina）前往新西班牙聖荷西得卡波觀測此次金星凌日，但觀測結束後不久他们即染上黄热病身亡。28人的觀測隊伍中只有9人幸存。匈牙利天文學家馬克西米利安·黑爾和他的助手亚诺什·沙伊诺维奇受丹麥國王克里斯蒂安七世的委任，前往挪威瓦爾德觀測。库克船长也在其首次环球航行途中在大溪地觀測了金星凌日。观测地點現在稱為「金星角」（Point Venus）。
任教于海德堡大学的天文學家克里斯蒂安·邁爾接受叶卡捷琳娜二世的邀請，前往聖彼得堡和安德斯·约翰·莱克塞尔等人一起觀測。其他受俄国资助的天文学家则在乌拉尔山地区以及里海北岸等地观测。
紀堯姆·勒讓蒂在1761年观测失败后并没有回国，而是留在落脚处毛里求斯。他在当地做了动物学、地理学以及人类学等方面的研究。1768年，经过一系列波折，他终于到达原本的目的地本地治里，却因为天气原因再度与金星凌日擦身而过。更为不幸的是，勒让蒂在回国后却发现由于他身死异国的谣言，妻子改嫁，财产被亲戚瓜分一空。他还失去了在法国科学院的席位。勒让蒂后来经由法律程序追回了部分财产。法国科学院也为他特别增设了一个席位。

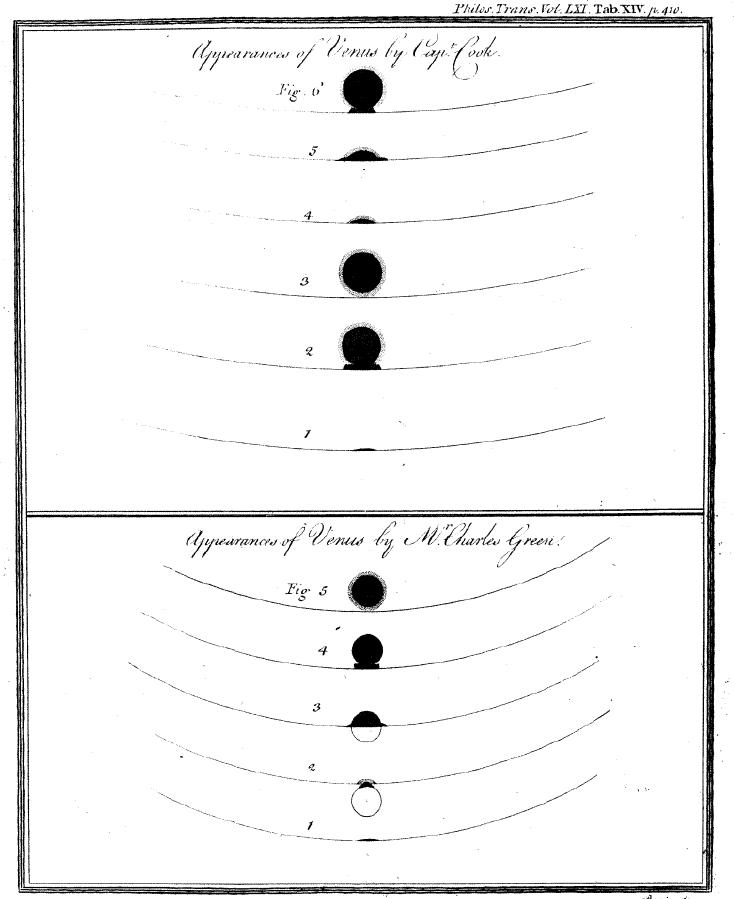
1769年金星凌日观测记錄中描绘的黑滴現象

因為當時的技術無法克服我們今天知道的「黑滴現象」的影響，当时的天文学家無法得知凌日開始和結束足夠準確的時間。這一現象長期以來被認為是金星稠密的大氣層造成的，並且是金星存在大氣層的證據之一。不過，近年的研究顯示這一效應可能是来源于觀測儀器存在的缺陷。
1771年，法國天文學家熱羅姆·拉朗德結合1761和1769年的金星凌日觀測數據計算出1天文單位约等于1.53億公里（誤差±100萬公里，约0.65%）。雖然误差由于黑滴效应的影响大於哈雷所期望的1/500（0.2%），但比霍羅克斯得到的数值仍有大幅改進。馬克西米利安·黑爾也于1770年在哥本哈根发表了他的觀測結果。但他的观测结果受到了拉朗德等人的质疑。1824年，约翰·弗朗茨·恩克利用当时新测定的经度值以及最小二乘法，在1761年和1769年的观测记录基础上得出太陽視差为8.5776″。这个数值在之后25年里一直是太阳视差的参考值。

### 19世纪
1862年，阿萨夫·霍尔通过观测火星得到太阳视差为8.841″。由于这个数值与恩克此前的测定值相去甚远，19世纪的两次金星凌日对天文单位精确值的计算依然十分重要。喬治·比德爾·艾里曾于1857年将天文单位的测定称作是“天文学中至高的问题”。当时新近出现的摄影技术也被引入到观测活动中。法国的皮埃尔·让森为了观测金星凌日全程发明了可以连续摄影的回转式照相机。夏尔·沃尔夫等人也为找到“黑滴效应”的来由制作了可以再现金星凌日过程的机器。

#### 1874年金星凌日

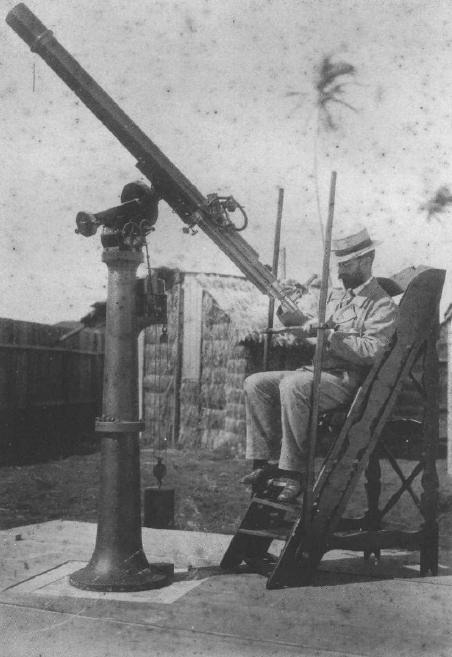
英国派往檀香山的观测队队长乔治·莱昂·塔普曼与他架设的望远镜

1874年的金星凌日同样得到了欧美各国的重视。美国、英国、意大利、荷兰、德国、法国、俄国以及墨西哥都派出了观测队，观测地点包括：俄罗斯全境、长崎、北京、开罗、檀香山、西贡、凯尔盖朗群岛、塔斯马尼亚岛、查塔姆群岛、罗德里格岛、毛里求斯、努美阿以及圣保罗岛等地。

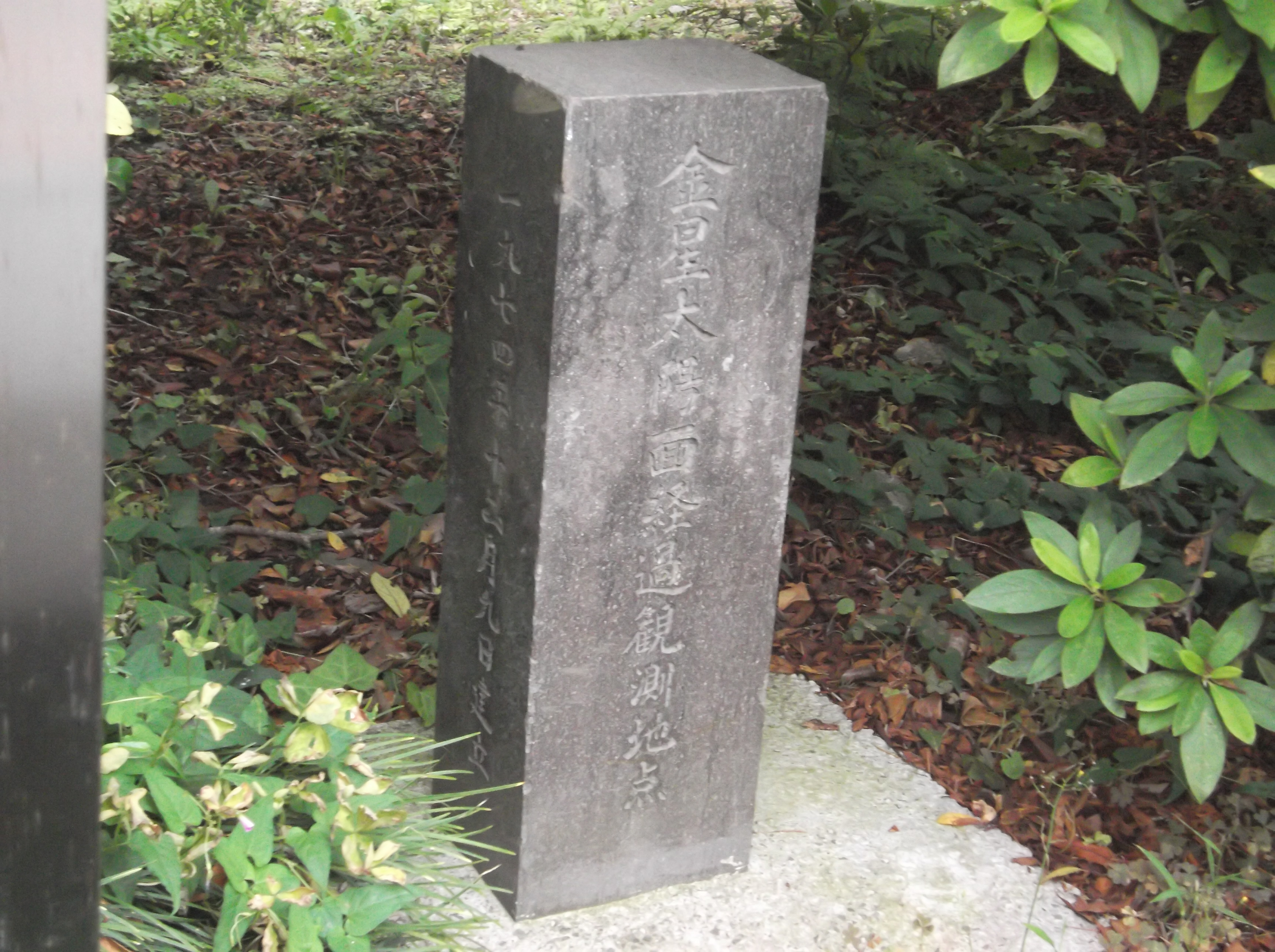
横滨市在1874年金星凌日到来一百年之际在观测地竖立的纪念碑。

由于日本是可以观测到1874年金星凌日全程的地区之一，法国、美国以及墨西哥都向那里派出了观测队，观测地点包括东京、横滨、神户以及长崎等地。在法国留学的清水誠以及在美国留学的上野彦馬也参与了观测。此外，美国观测队也在观测结束后，接受了日本方面的委托，测定了长崎与东京间的经度差。位于東京的日本第一个确定经度的位置“查特曼点”（チットマン点）就得名于当时前往东京的队员。从来日各国探测队得到的包括确定经度在内的一系列技术成为日本近代天文学的重要基础，1874年金星凌日也因此在日本有“科学的黑船”（科学における黒船）之称。
为提高对于接触时刻观测精度，此次金星凌日观测用到了摄影技术，但所得到的结果并没有因此相比18世纪得到太大改善。英国并没有得到较好的相片。美国尽管拍到了多张非常清晰的金星经过太阳表面过程的照片，但较为关键的接触时刻的照片还是受到了黑滴现象的影响。这些照片也因此没有太大的价值。关于太阳视差值，美国得到的结果为8.883±0.034″，法国的则为8.81±0.06″。

#### 1882年金星凌日

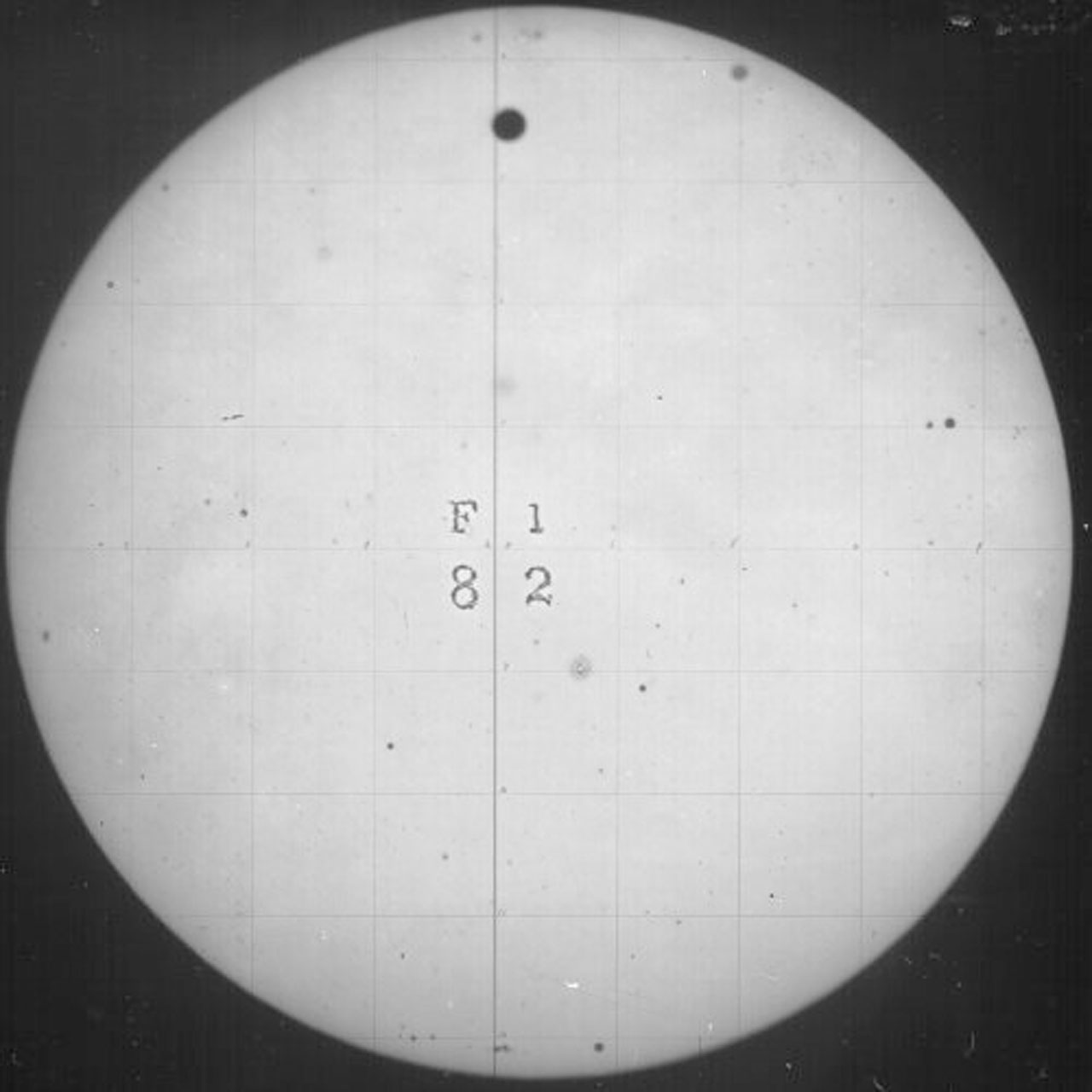
美国海军天文台拍摄的1882年金星凌日影像

1874年的失败令天文学家对于1882年的金星凌日不再热情高涨。德国天文学家约翰·戈特弗里德·伽勒也在1875年通过对小行星花神星的观测得到了更为精确的太阳视差，8.873″。曾经领导美国海军天文台1874年观测活动的西蒙·纽康也不再认为金星凌日观测是测定天文单位的最佳方法，1882年的观测活动改由威廉·哈克尼斯领导。尽管对于金星凌日的观测价值存在疑问，欧美各国还是向世界各地派去了观测队。1881年10月，统筹各国观测计划的国际会议在巴黎召开，14个国家出席了此次会议。美国虽然没有出席此次会议，但也继续派遣了观测队。纽康也率领了一支观测队前往南非惠灵顿。

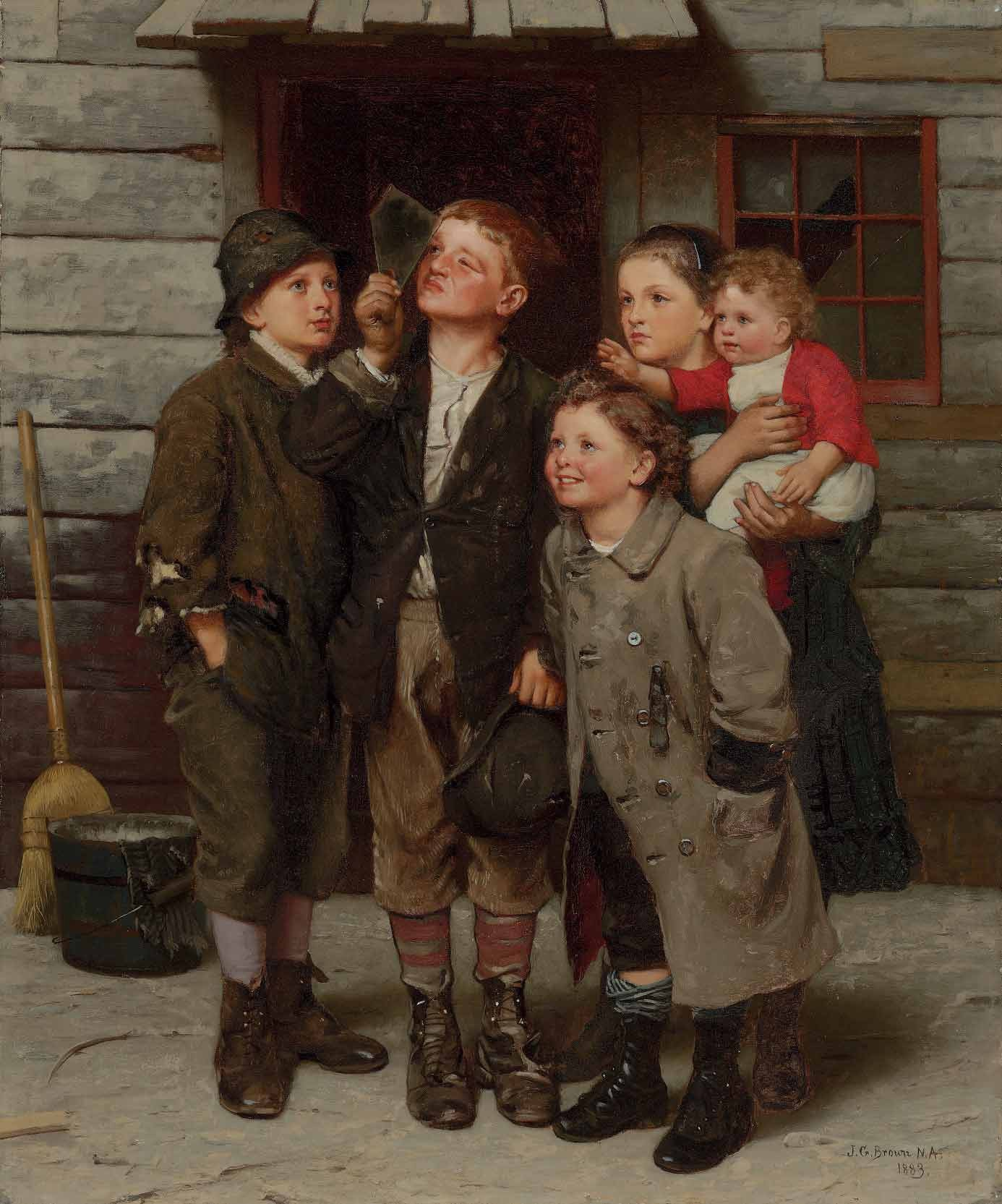
使用烟熏玻璃观测金星凌日的孩子们（约翰·乔治·布朗绘）

与1874年金星凌日不同的是，欧洲国家与美国也能观测到此次金星凌日，因而出现了普通民众聚集在城市的广场中集体观测金星凌日的盛景。《纽约时报》自1881年至1883年持续地报道了此次金星凌日的相关新闻，包括金星凌日的观测史与观测方法，各国对1882年金星凌日的观测计划。这显示了公众对于此次金星凌日的热情。
美国海军天文台1882年的观测结果相比于1874年有了较大的改善，拍摄的照片有1380张之多。1889年，哈克尼斯基于此次美国的观测结果得到的太阳视差为8.842±0.0118″。紐康結合之前四次金星凌日的觀測结果計算出太阳视差为8.794±0.0018″，而天文單位则为1.4959億公里（誤差±31萬公里）。不过纽康此时考察了包括金星凌日观测在内的测定太阳视差的方法。他认为普尔科沃天文台所使用的光行差方法可能要优于金星凌日观测。

### 21世纪
随着科学的发展，日地距离精確值可以通过更为先进的技术确定，比如空间探测器遥测。因此天文学家已经不再使用視差方法来提高精确度。對太陽系中的其他行星或小行星發射雷達訊號也可以得到更精確的值，比如天文学家从1961年与1962年对于金星的雷达观测中得到天文单位的数值为1.495985±0.000025亿千米。现在，天文单位不再定义为日地距离，而是常数149,597,870.700千米。

#### 2004年金星凌日
尽管金星凌日观测的科学意义不复以往，这一罕见的天文现象还是吸引了大量民众参与观测。欧洲南方天文台与欧洲天文学教育联合会等组织共同筹划了国际性的金星凌日教育项目，VT-2004。这个项目的中心环节之一就是利用传统的视差方法再次测算天文单位的数值。天文學家依据1,510名參加者观测到的4,550个接触时刻計算出天文單位的精確值為1.49608708 ± 0.00011835億公里，与公认值的誤差只有0.007%。

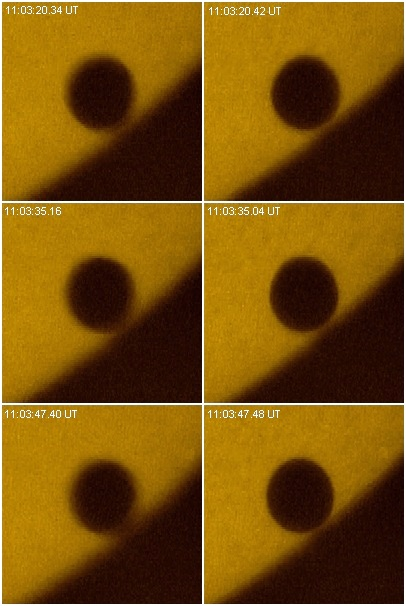
两组接触时刻的照片。左侧质量较差的照片中可以看到黑滴现象。

黑滴现象也是此次金星凌日观测各方关注的问题。目前对于黑滴现象成因的主流意见是过去的望远镜存在性能缺陷。参与VT-2004的观测者在测定接触时刻时大多没有受到黑滴效应的影响，提交的大多数照片中也没有出现黑滴效应。学术界也对这一问题做了一些研究。杰伊·帕萨切夫等人分析了NASA的太阳过渡区与日冕探测器对1999年水星凌日以及2004年金星凌日的观测结果，并发现太阳的周邊昏暗现象也是黑滴效应成因之一。
由於金星在通過太陽盤面时會使太陽亮度小幅下降，2004年金星凌日激起了天文學家的興趣，因為這有助于他们精進搜尋太陽系外行星的技術。當時的搜尋系外行星的方式只適用下列几种行星：引力场足以令恆星的自行或徑向速度的都卜勒效應产生明显变化的巨大行星；与母星非常近，且会使其亮度下降的巨大行星；通过背景恆星时，與母恆星分离产生類似愛因斯坦環或微引力透镜现象的行星。测量金星凌日的仪器对于亮度變化相當敏感，因为行星通過母恆星盤面前方時，恆星亮度下降幅度相当小：例如太陽在金星凌日時視星等只下降了約0.001。而这也为搜尋到较小的系外行星创造了条件，因为較小的系外行星在凌星時也会使母恆星亮度小幅下降。

#### 2012年金星凌日

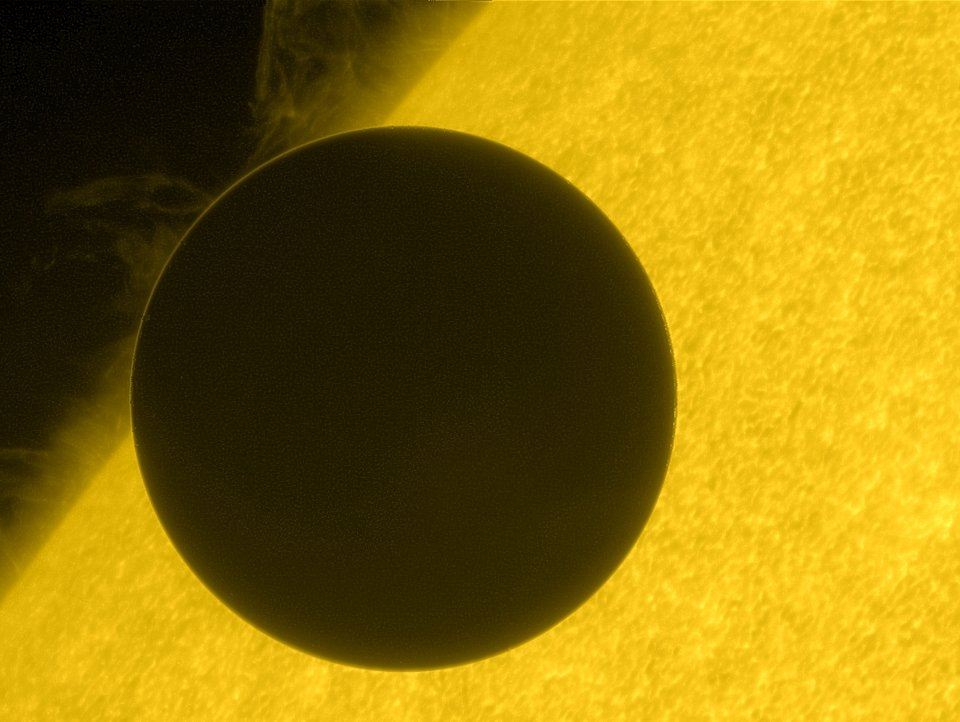
日出卫星拍摄的2012年金星凌日

此次金星凌日也吸引了大量民众参与观测。NASA的太陽動力學天文台以及JAXA的日出卫星都拍摄了金星凌日过程的超高分辨率影像。从它们拍摄的照片中可以看到黑色的金星周围包围着细细的光晕。这种现象正是罗蒙诺索夫观测到的由太阳光穿过金星大气层发生折射造成的那种現象。
此外，法国的天文学家组织了名为“金星暮光实验”的研究项目。他们希望能够通过对光晕现象的观测与研究来更为深入地了解金星大气层。尽管2004年的观测中也出现了光晕现象，但当时对于这种现象的观测与分析技术并不到位。天文学家通过地面上的以及金星快车卫星的观测结果了解了金星大气层的竖直分布。
2012年金星凌日还对系外行星的研究有所帮助。与2004年的金星凌日不同的是，2012年恰巧是太阳活动活跃的年份。对于此次金星凌日中太阳亮度下降幅度的测定让天文学家获得了观测活跃恒星的经验。哈勃太空望远镜也通过月球表面的反射间接地观测了金星凌日。科学家通过这一观测结果得到了金星的光谱特征。这些技術都可以用在系外行星的研究中。

## 较为近期的金星凌日
下表展示了最近1000年内发生的金星凌日的概况。
| 日期              | 時間（UTC）    | 時間（UTC）    | 時間（UTC）    | 序列 | 可见地区 | 参考资料 |
| 日期              | 第一接触       | 凌甚           | 第四接触       | 序列 | 可见地区 | 参考资料 |
| ----------------- | -------------- | -------------- | -------------- | ---- | --- | -------- |
| 1396年11月23日    | 15:45          | 19:27          | 23:09          | 4    | 全程：北美洲西部、中美洲、南美洲最西端、太平洋东部、南极洲 前半程：非洲西部、欧洲西南部以及北美洲东部、加勒比海地区、南美洲北部 后半程：北美洲西北部、夏威夷群岛、太平洋西部、澳大利亚、新西兰、亚洲东部                                                     | [ 107 ]  |
| 1518年5月25–26日  | 22:46 5月25日  | 01:56 5月26日  | 05:07 5月26日  | 3    | 全程：北美洲西北部、夏威夷群岛西部、太平洋西部、澳大利亚大部分地区、东南亚、俄罗斯中东部、斯堪的纳维亚半岛北端 前半程：北美洲大部分地区、中美洲、南美洲西北部、太平洋东部、新西兰 后半程：澳大利亚西端、中亚、南亚、中东地区、非洲大部分地区、欧洲大部分地区 | [ 108 ]  |
| 1526年5月23日     | 16:12          | 19:35          | 21:48          | 5    | 全程：斯堪的纳维亚半岛北端、北美洲、中美洲、南美洲西北部、夏威夷群岛东部、太平洋东部、俄罗斯北部 前半程：俄罗斯西部、欧洲大部分地区、非洲西部、南美洲大部分地区 后半程：澳大利亚除西部外大部分地区、新西兰、太平洋西南部、东亚                               | [ 109 ]  |
| 1631年12月7日     | 03:51          | 05:19          | 06:47          | 6    | 全程：澳大利亚、新西兰、东南亚、东亚、中亚、南亚、印度洋、非洲东部 前半程：太平洋中部、东北亚部分地区 后半程：非洲除东部外大部分地区、俄罗斯东部、中东地区                                                                                                   | [ 110 ]  |
| 1639年12月4日     | 14:57          | 18:25          | 21:54          | 4    | 全程：美国除东北以及西北外大部分地区、加拿大中南部、中美洲、加勒比海地区除南部外大部分地区、南美洲除东部外大部分地区 前半程：非洲除东北部外大部分地区、西欧、加拿大东北部 后半程：北美洲西北部、太平洋大部分地区                                             | [ 111 ]  |
| 1761年6月6日      | 02:02          | 05:19          | 08:37          | 3    | 全程：斯堪的纳维亚半岛、亚洲、澳大利亚西部、阿拉斯加与加拿大西北部 前半程：北美洲西部、太平洋大部分地区、新西兰、澳大利亚东部 后半程：非洲、欧洲大部分地区、加拿大东北部                                                                                     | [ 112 ]  |
| 1769年6月3 - 4日  | 19:15 6月3日   | 22:25 6月3日   | 01:35 6月4日   | 5    | 全程：北美洲西部与北部、墨西哥西北部、太平洋大部地区、东北亚大部分地区 前半程：北美洲东部、中美洲、南美洲 后半程：澳大利亚、新西兰、南亚、东亚大部分地区、中亚、斯堪的纳维亚北部                                                                             | [ 113 ]  |
| 1874年12月9日     | 01:49          | 04:07          | 06:26          | 6    | 全程：澳大利亚、新西兰、太平洋西部、东亚、印度半岛 前半程：太平洋中部、西伯利亚西部 后半程：中亚、中东、东欧、非洲除西部外大部分地区 | [ 81 ]   |
| 1882年12月6日     | 13:57          | 17:06          | 20:15          | 4    | 全程：中南美洲、北美洲东部 前半程：非洲、欧洲大部分地区 后半程：北美洲西部与北部、太平洋大部分地区、澳大利亚东部 | [ 114 ]  |
| 2004年6月8日      | 05:13          | 08:20          | 11:26          | 3    | 全程：亚洲除最东部以外大部分地区、非洲除西部外大部分地区、欧洲除伊比利亚半岛西南端外大部分地区、格陵兰除南端外大部分地区、印度洋大部分地区 前半程：加拿大西北部、阿拉斯加、俄罗斯东北部分地区、日本、澳大利亚 后半程：非洲西部、美洲东部                     | [ 19 ]   |
| 2012年6月5 - 6日  | 22:09 6月5日   | 01:29 6月6日   | 04:49 6月6日   | 5    | 全程：加拿大西北部、阿拉斯加、东亚、北亚、澳大利亚东部、新西兰、太平洋西部 前半程：加拿大东部、美国、中美洲、南美洲西北部 后半程：澳大利亚西端、西南亚、俄罗斯西部、中东地区、非洲东北部、欧洲大部分地区                                                     | [ 20 ]   |
| 2117年12月10–11日 | 23:58 12月10日 | 02:48 12月11日 | 05:38 12月11日 | 6    | 全程：东亚、东南亚、太平洋西部、澳大利亚、新西兰 前半程：太平洋东部、北美洲最西端 后半程：中亚、南亚、西亚、非洲东部 | [ 115 ]  |
| 2125年12月8日     | 13:15          | 16:01          | 18:48          | 4    | 全程：北美洲东部、中美洲、南美洲 前半程：非洲、西亚部分地区、欧洲大部分地区 后半程：新西兰、太平洋东部、北美洲西部 | [ 116 ]  |
| 2247年6月11日     | 08:42          | 11:33          | 14:25          | 3    | 全程：加拿大东部、非洲、欧洲、中亚、西亚、俄罗斯大部分地区 前半程：东亚、东北亚、南亚、东南亚 后半程：加拿大大部分地区、美国、中美洲、南美洲大部分地区 | [ 117 ]  |
| 2255年6月9日      | 01:08          | 04:38          | 08:08          | 5    | 全程：俄罗斯、中亚、南亚、东亚、东南亚、澳大利亚西部 前半程：北美洲大部分地区、中美洲西北部、澳大利亚东部、新西兰、太平洋东部 后半程：非洲、欧洲大部分地区、西亚                                                                                             | [ 118 ]  |
| 2360年12月12–13日 | 22:32 12月12日 | 01:44 12月13日 | 04:56 12月13日 | 6    | 全程：日本、东南亚、澳大利亚、新西兰、太平洋西部 前半程：北美洲西部、中美洲、南美洲西南部、太平洋东部 后半程：东亚大部分地区、南亚、中亚、西亚、非洲东部 | [ 119 ]  |
| 2368年12月10日    | 12:29          | 14:45          | 17:01          | 4    | 全程：北美洲东部、南美洲、非洲西部、南极洲 前半程：非洲东部、西亚、欧洲大部分地区 后半程：北美洲西部、太平洋东部 | [ 120 ]  |
| 2490年6月12日     | 11:39          | 14:17          | 16:55          | 3    | 全程：美洲大部分地区、非洲西部、欧洲、俄罗斯北部 前半程：非洲东部、中亚、南亚、西亚 后半程：太平洋东部 | [ 121 ]  |
| 2498年6月10日     | 03:48          | 07:25          | 11:02          | 5    | 全程：中亚、南亚、西亚、东亚大部分地区、非洲东部 前半程：日本、东南亚、澳大利亚、新西兰、太平洋大部分地区 后半程：非洲西部、美洲东部 | [ 122 ]  |

## 较为特殊的金星凌日
有時金星凌日只在太陽的邊緣掠過。在這種情況下，在地球上依然有一些地區可以看到完整的凌日，一些地區可以看到部分的凌日（無全部的四個接觸），還有一部分地區沒有第二和第三接觸而僅有（無第一和/或第四接觸）。這種金星凌日上一次是在1631年12月7日（UT），下一次將發生在2611年12月13日。金星凌日也可能全程只有第一接觸和第四接觸的部分凌日。這種情形在地球上只有極區（南極或北極）可以看見，而在其它地區金星會錯過太陽，只是從太陽上方或下方掠過。這種部分凌日上一次發生在西元前541年11月19日，下一次將在2854年12月14日。這種情形是因為地球的尺度（直徑）造成金星相對於太陽的視差，使金星相對於太陽的相對位置略有不同的結果。你可以將手臂伸直豎起一隻手指，分別以左眼和右眼來觀測手指相對於手指後方不遠處背景的位置改變來體驗。
水星凌日也可以和金星凌日同時發生，但更為罕見。上一次要追溯到28萬年前，下一次發生在69,163年7月26日和224,508年3月29日。日食和金星凌日也有可能同時發生，同樣也非常罕見。下一次在金星凌日時發生日食的時間是15,232年4月5日，上一次是在西元前15,607年11月1日。在1769年6月3日金星凌日的第二天發生在北美洲、歐洲和北亞都可以看到日全食。

## 相关文艺作品

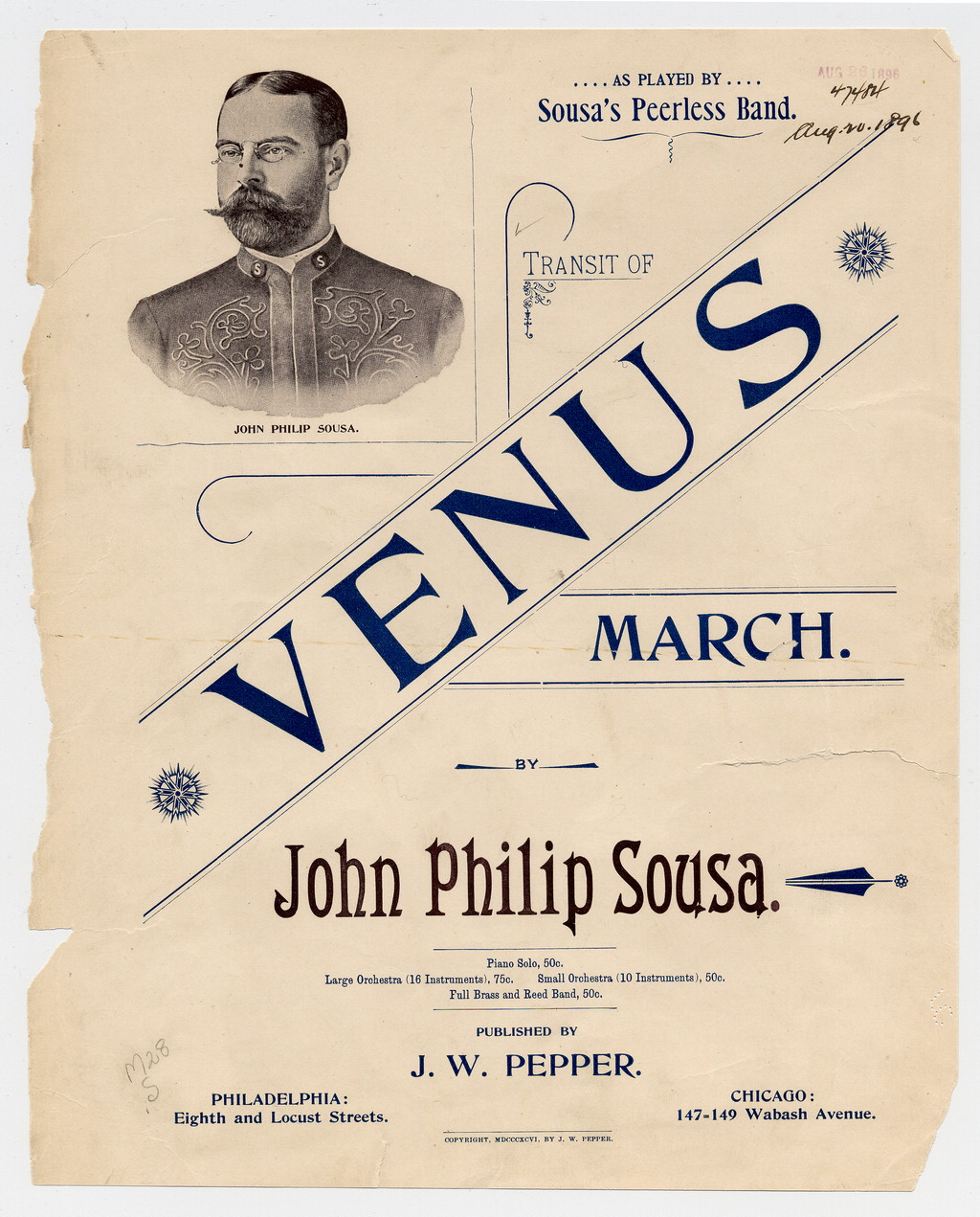
1896年出版的《金星进行曲》曲谱封面

托马斯·哈代1882年出版的恋爱小说《塔上的两人》的主人公就是位参与过金星凌日观测的业余天文学家。约翰·菲利普·苏萨曾为1882年金星凌日创作了《金星凌日进行曲》。苏萨也借此曲向1878年逝世的美国物理学家约瑟·亨利致敬。这些都反映当時公众对于金星凌日的关心程度。
1992年，莫林·亨特创作了话剧《金星凌日》。该剧取材于参与1761年与1769年金星凌日观测的勒让蒂的种种经历。2007年该剧被改编为同名歌剧。托马斯·品钦1997年发行的小说《梅森和迪克森》讲述了二人观测金星凌日的经历，并以二人之后勘定的梅森-迪克森線为线索描绘了革命前夕的英属北美殖民地。2009年发行的英国电视剧《神秘博士》的周边有声书《金星凌日》讲述的就是库克出海远行观测金星凌日的故事。加拿大的宽限三天乐团在2012年金星凌日到来之际发行了专辑《金星凌日》。2014年，该张专辑获得了朱诺奖年度摇滚专辑提名。

## 進階讀物
- Anderson, Mark. . Boston: Da Capo Press. 2012  [2014-09-21]. ISBN 978-0-306-82038-0. （原始内容存档于2019-07-01）.
- Chauvin, Michael. . Honolulu: Bishop Museum Press. 2004  [2014-09-21]. ISBN 1-58178-023-0. （原始内容存档于2019-07-01）.
- Hufbauer, Karl. . Baltimore: The Johns Hopkins University Press. 1991: 29–30. ISBN 0-8018-4098-8.
- Lomb, Nick. . Sydney, Australia: NewSouth Publishing. 2011  [2014-09-21]. ISBN 978-1-74223-269-0. OCLC 717231977. （原始内容存档于2019-07-01）.
- Maor, Eli. . Princeton: Princeton University Press. 2000  [2014-09-21]. ISBN 0-691-11589-3. （原始内容存档于2019-07-01）.
- Maunder, Michael; Moore, Patrick. . London: Springer-Verlaf. 2000  [2014-09-21]. ISBN 1-85233-621-8. （原始内容存档于2019-07-01）.
- Sellers, David. . Leeds, UK: Magavelda Press. 2001  [2014-09-21]. ISBN 0-9541013-0-8. （原始内容存档于2019-07-01）.
- Sheehan, William; Westfall, John. . Amherst, New York: Prometheus Books. 2004  [2014-09-21]. ISBN 1-59102-175-8. （原始内容存档于2019-07-01）.